# Конструкционные материалы
Конструкционные материалы — материалы, из которых изготавливаются различные конструкции, детали машин, элементы сооружений, воспринимающих силовую нагрузку. Определяющими параметрами таких материалов являются механические свойства, что отличает их от других технических материалов (оптических, изоляционных, смазочных, лакокрасочных, декоративных, абразивных и др.).

## Классификация
Конструкционные материалы можно условно разделить на ряд групп.
По природе материалов:
- металлические
- неметаллические
- композиционные материалы

по технологическому исполнению:
- деформированные
- литые
- спекаемые
- формуемые
- склеиваемые
- свариваемые